# هيلين والتون
هيلين والتون (بالإنجليزية: Helen Walton)‏ هي سيدة أعمال أمريكية، ولدت في 3 ديسمبر 1919 في كلارمور في الولايات المتحدة، وتوفيت في 19 أبريل 2007 في بنتونفيل في الولايات المتحدة.

## وصلات خارجية
- هيلين والتون على موقع إن إن دي بي (الإنجليزية)